# Chanvre sauvage
Cannabis sativa var. ruderalis, Cannabis sativa subsp. ruderalis, Cannabis sativa subsp. spontanea
Pour les articles homonymes, voir Chanvre (homonymie).
Ne doit pas être confondu avec Galeopsis ladanum.
 (janvier 2013).
Si vous disposez d'ouvrages ou d'articles de référence ou si vous connaissez des sites web de qualité traitant du thème abordé ici, merci de compléter l'article en donnant les références utiles à sa vérifiabilité et en les liant à la section « Notes et références ».
Synonymes
- Cannabis ruderalis Janisch., 1930
- Cannabis sativa var. spontanea Vavilov, 1922

Classification phylogénétique
Le Chanvre sauvage (Cannabis ruderalis) est une espèce de plantes à fleurs du Genre Cannabis, dans la famille des Cannabacées. Sa classification est encore discutée, et on la considère parfois comme étant plutôt une sous-espèce. Cette plante annuelle, spontanée à l'ouest de l'Eurasie, est récoltée principalement pour ses fibres soyeuse et robuste, donnant de faibles effets psychotropes.

## Classification
À la lumière des analyses génétiques du XXIe siècle, il faudrait plutôt considérer qu'il ne s'agit pas d'une simple variété botanique du Chanvre cultivé, Cannabis sativa var. ruderalis, mais plutôt une sous-espèce : Cannabis sativa subsp. ruderalis,, anciennement Cannabis sativa subsp. spontanea, quand d'autres auteurs n'en faisaient pas une espèce à part entière, Cannabis ruderalis.
Synonymes :
- Cannabis ruderalis Janisch., 1924[4].
- Cannabis sativa var. spontanea Vavilov, 1922

## Description et habitat

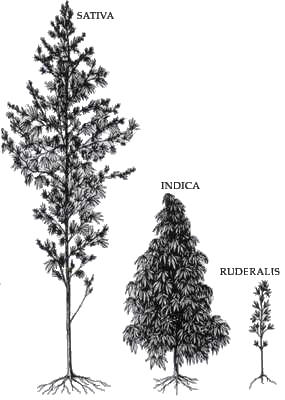
Différence entre les principales sous-espèces de chanvre.

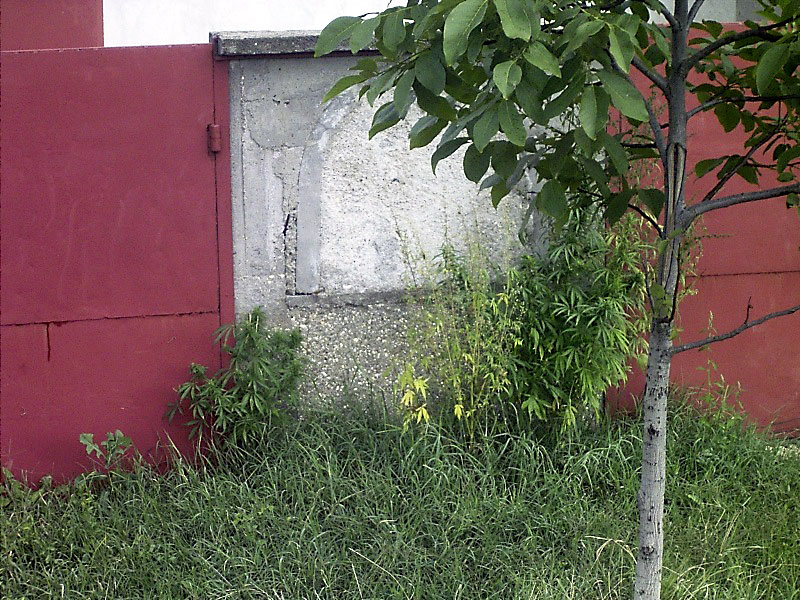
Chanvre résistant à l'état sauvage.

Originaire de l'arc polaire, le Cannabis Ruderalis a une grande résistance au froid et un cycle de jours/nuit de 20/4 jusqu'à 24/0.
Sa croissance a la particularité de ne pas dépendre de la photopériode mais du temps passé depuis sa germination. Il est reconnaissable grâce a sa petite taille et au feuillage de 3 a 5 lobes dentelés.    
Certaines variétés ne mesurent pas plus de 15cm avec un taux extrêmement élevé en THC tandis que certaines variétés issues de croisements peuvent atteindre plus de 2m. Certaines variétés ont la capacité de repasser au stade végétatif après la floraison, ce qui lui permet de fleurir 3 fois dans une saison.
Cette sous-espèce pousse à l'état sauvage dans des régions de l'Europe de l'Est et de la Russie. Elle est caractérisée par sa floraison précoce, certains de ses représentants fleurissent même indépendamment de la photopériode. Elle supporte des climats plus froids et des conditions environnementales difficiles.
Le chanvre sauvage pousse à l'état sauvage en Europe centrale et en Europe de l'Est où il est considéré comme une mauvaise herbe. On le rencontre fréquemment en bordure des routes, des champs et des rivières.
Le chanvre sauvage poussait à l'origine dans le Sud-Est de l'ancienne Russie. On pense que ce sont les Scythes qui l'ont diffusé en Asie notamment en Mongolie. Actuellement, il pousse naturellement depuis l'Europe centrale jusqu'en Chine.

## Utilisation
Cultivé pour ses fibres, il entre aussi dans la création d'hybrides à autofloraison et/ou à CBD pour le chanvre récréatif et médicinal. Il ne possède en lui-même que de très faibles effets psychotropes. La teneur en THC n'excède pas les 0,5 %.

## Avantages de cannabis ruderalis
- Capacité d’autofloraison
- Génétiques robustes (peut pousser presque partout)
- Croissance rapide et cycle de vie global court
- Possibilité de multiples récoltes en extérieur (en saison et à l’année)
- Meilleure résistance aux nuisibles, maladies et fluctuations
- Bien pour les débutants
- Les variétés à autofloraison modernes sont puissantes, savoureuses et à rendement plus élevé

## Inconvénients de cannabis ruderalis
- Les plants ruderalis purs contiennent très peu de THC (a besoin d’indica ou sativa pour lui donner de la puissance)
- Des plants plus petits entrainent des rendements plus faibles
- Un cycle de vie court empêche le cultivateur de transplanter ou de faire du palissage à stress élevé HST[5]